# Canorus
Canorus je svobodný software a rozšiřitelný program pro zápis not pro různé operační systémy. Program, který vznikl v roce 2006, je oficiálním nástupcem NoteEditu.
Canorus podporuje polyfonní hlasy. Jejich počet a délka nejsou omezeny. Uživatel může nahrávat hotové noty nebo pomocí myši a klávesnice vytvářet vlastní notovou sazbu. Grafické rozhraní podporuje sazbu not, nahrávání a ukládání v různých souborových formátech. Je přítomen vstup a výstup MIDI a skriptování. S pomocí Qt4 Canorus nabízí rychlé a moderní grafické uživatelské rozhraní stejně jako velkou nezávislost na platformě. Canorus v současnosti běží na operačních systémech Linux, Windows a OS X. Program zapsané noty nebo akordy převádí na signály MIDI. Data umí ukládat ve formátech XML, LilyPond a MIDI.
Pro tisk notových listů je volitelně možné nainstalovat svobodný notační program LilyPond. LilyPond sám žádné vlastní grafické uživatelské rozhraní nemá, jeho obsluha je ale začleněna do rozhraní Canoru, takže noty jde vytisknout přes nainstalovanou standardní tiskárnu.
Canorus je licencován pod GNU General Public License. Znamená to, že program lze volně sdílet. Zdrojový kód je veřejně dostupný, a tak se každý může účastnit vývoje programu.
Jméno Canorus se odvozuje od latinského slova pro „sladký“, „bohatý“, „hluboký“, „teplý“, „přátelský“, „jemný“ a „plného zvuku a souladu“. Zakladatelé projektu Canorus a dlouholetí vývojáří NoteEditu Matevž Jekovec ze Slovinska a Reinhard Katzmann z Německa tento název zvolili, neboť nejlépe popisuje filosofii programu.